# Lotte Wellfood
Lotte Wellfood Co. Ltd., anteriormente Lotte Confectionery Co. Ltd, é uma empresa fabricante de doces e produtos relacionados, subsidiaria do Lotte Group, com sede em Seul, na Coreia do Sul, e fábricas em Yeongdeungpo, Yangsan, Pyeongtaek, and Daejeon, bem como no Vietnã, Rússia, Índia e China.
A Lotte é uma das principais empresas no setor na Ásia, com mais de 200 produtos à venda em 70 países, sendo mais conhecida por suas gomas de mascar, biscoitos, doces e chocolates. Em 2012, era a terceira maior fabricante de goma de mascar do mundo.
Entre as as marcas controladas pela Lotte figuram as gomas de mascar "Juicy Fresh", "Spearmint" e "Freshmint", os chocolates "Ghana", os sorvetes "Natuur", e o suplemento alimentar "Health 1".

## História
Inicialmente criada no Japão em 1948 por um empresário coreano que estudou no Japão, a Lotte Confectionery foi instalada na Coréia do Sul em 3 de abril de 1967, após a estabilização das relações entre Japão e Coréia do Sul em 1965.
Em 1997, a Lotte começou a comercializar goma de mascar com xilitol para competir com aquela produzida com sorbitol desde o começo dos anos 90 pela empresa concorrente, a Haitai, fechando parceira em 2000 com a empresa dinamarquesa Danisco, maior fabricante de xilitol do mundo. Os esforços em promover a goma de mascar finlandesa com xilitol na Coréia do Sul renderam a Kyuk-ho Shin, então CEO da Lotte Confectionery e Presidente do Lotte Group, uma medalha de honra em 2004, conferida pelo Presidente da Finlândia. Em 2009, a Lotte dominava 63% de todo o mercado de gomas de mascar da Coréia do Norte e 86% do segmento funcional (relativo à goma com xilitol).